# La mano de la muerte
La mano de la muerte es una película de artes marciales de Hong Kong de 1976, escrita y dirigida por John Woo y protagonizada por Doran Tan y James Tien. La película presenta actuaciones tempranas de Jackie Chan y Sammo Hung en papeles secundarios, así como de Yuen Biao en un cameo. Además de sus papeles de actuación, Hung también trabajó como coordinador de dobles, mientras que Yuen también realizó gran parte del trabajo de dobles, incluyendo el doble de las dos estrellas principales.

## Sinopsis
Durante la dinastía Qing, los discípulos de Shaolin son perseguidos por un poderoso guerrero que quiere asesinar a los Shaolin de China. En un campo de entrenamiento remoto, un grupo de Shaolin entrena a su mejor estudiante, Yun Fei, al cual se le asigna la tarea de acabar con Shih Shao-Feng y su reinado de terror. En el camino se hace amigo del personaje de Chan Yuan-lung llamado Tan Feng, que es un herrero, y juntos emprenden una batalla en contra del malvado Shih Shao-Feng.

## Reparto
- Doran Tan - Yun Fei
- James Tien - Shih Shao-Feng
- Paul Chang - Zorro
- Jackie Chan - Tan Feng
- Sammo Hung - Tu Ching
- Gam Kei-chu - Ma Lieh
- Carter Wong - Kien
- John Woo - Cheng
- Yuen Biao - Guardia
- Yuen Wah - Guardaespaldas